# Hadrothemis camarensis
Hadrothemis camarensis är en trollsländeart som först beskrevs av Kirby 1889.  Hadrothemis camarensis ingår i släktet Hadrothemis och familjen segeltrollsländor. IUCN kategoriserar arten globalt som livskraftig. Inga underarter finns listade i Catalogue of Life.